# Paradise (Terre-Neuve-et-Labrador)
Pour les articles homonymes, voir Paradise.
Paradise est une ville de Terre-Neuve-et-Labrador au Canada.
Bien que certaines parties de Paradise soient habitées depuis la fin du XIXe siècle, sa croissance n'a pris son essor que dans les années 1830 et 1870 en tant que "communauté de chambre" de la ville voisine de St. John's. Depuis, il a connu une croissance lente. Au début des années 1990, la ville de Paradise a été fusionnée avec la ville de St. Thomas. D'autres régions développées qui étaient auparavant administrées par le Southern Metropolitan Board, une agence du gouvernement de Terre-Neuve et du Labrador, ont également été fusionnées avec Paradise. Ces zones sont Three Island Pond, Topsail Pond, Elizabeth Park et Evergreen Village. Statistique Canada a récemment désigné Paradise comme la municipalité du Canada atlantique à la croissance la plus rapide.
Paradise est le point de départ de la course annuelle Tely 10 Mile Road, une des plus anciennes courses au Canada. La course commence près d’Octagon Pond à Paradise avant de se diriger vers Mount Pearl.

## Démographie
| 1981  | 1991  | 2001  | 2006   | 2011   | 2016   |
| ----- | ----- | ----- | ------ | ------ | ------ |
| 2 861 | 7 358 | 9 598 | 12 584 | 17 695 | 21 389 |